# Giuseppe Castellini
Giuseppe Castellini (La Spezia, 6 marzo 1918 – La Spezia, 15 settembre 1975) è stato un calciatore italiano, di ruolo portiere.

## Carriera
Iniziò la carriera agonistica nello Spezia, giocando nel Campionato Alta Italia 1944 che la squadra ligure si aggiudicò. Nella sua prima stagione in bianconero marcò 3 presenze, esordendovi il 27 febbraio 1944 nella vittoria esterna contro il Suzzara per 2-0.
La stagione seguente, la Serie B-C Alta Italia 1945-1946, la disputò in prestito tra le file dell'Ausonia La Spezia, chiudendo la stagione al penultimo posto del Girone A.
Nel 1946 passa al Genoa, club nel quale giocherà tre stagioni in Serie A, ottenendo come massimo risultato il settimo posto nella stagione 1948-1949. In rossoblu esordì il 9 marzo 1947, nella vittoria casalinga per 3-0 mcontro il Bologna.
Nel 1949 passa al Brescia con cui disputerà tutti gli incontri disputati dal club lombardo nella Serie B 1949-1950, ottenendo il sesto posto. Nella stagione successiva giocò 2 incontri ed il suo club si piazzò al nono posto.
Nel 1953 torna a La Spezia, per giocare con l'INMA Spezia in Promozione, dove militerà per due stagioni, ottenendovi due terzi posti del girone B della Liguria nelle stagioni 1953-1954 e 1954-1955.

## Palmarès

### Giocatore
- Campionato Alta Italia: 1

VV.FF. Spezia: 1944